# Câmara de Comercialização de Energia Elétrica
A Câmara de Comercialização de Energia Elétrica (CCEE) criada pela Lei nº 10.848, de 15 de março de 2004 e regulamentada pelo decreto Nº 5.177 de 12 de Agosto de 2004, tem por finalidade viabilizar a comercialização de energia elétrica no mercado de energia brasileiro.
O governo brasileiro estabeleceu em 2004 um novo marco regulatório para o setor elétrico, a Câmara de Comercialização de Energia Elétrica (CCEE) começou a operar em 10 de novembro de 2004 - sucedendo ao Mercado Atacadista de Energia (MAE) que já havia sucedido a Administradora de Serviços do Mercado Atacadista de Energia (ASMAE).
A CCEE efetua a contabilização e a liquidação financeira das operações realizadas no mercado de curto prazo. As Regras e os Procedimentos de Comercialização que regulam as atividades realizadas na CCEE são aprovados pela ANEEL.

## Conselho de Administração
O Conselho de Administração da Câmara de Comercialização de Energia Elétrica é um órgão colegiado constituído por cinco executivos profissionais eleitos pela Assembléia Geral, com mandato de quatro anos, não coincidentes, sendo permitida uma única recondução.
- Alexandre Ramos – Presidente do Conselho.
- Gerusa Côrtes - Vice-presidente do Conselho.
- Eduardo Rossi - Conselheiro.
- Ricardo Simabuku - Conselheiro.
- Vital Neto - Conselheira.

## Superintendência
A Superintendência é o órgão executivo da CCEE dirigido por um Superintendente nomeado e destituído pelo Conselho de Administração, com prazo de gestão de dois anos, permitida uma única recondução.
- Alexandre Ramos - Atual presidente do Conselho de Administração, em julho de 2023, foi eleito pelos membros do Conselho de Administração como Superintendente da CCEE.